# Zitata TV
Zitata TV ou simplement Zitata est une chaîne de télévision privée locale française diffusée en Martinique depuis le 8 mai 2021. Elle remplace la chaîne privée Zouk TV sur le canal 11 de la TNT locale. Elle est distribuée en Martinique par SFR sur le canal 4, par Orange sur le canal 9, par Canal sat sur le canal 31 et Tv Caraïbes sur le canal 9.

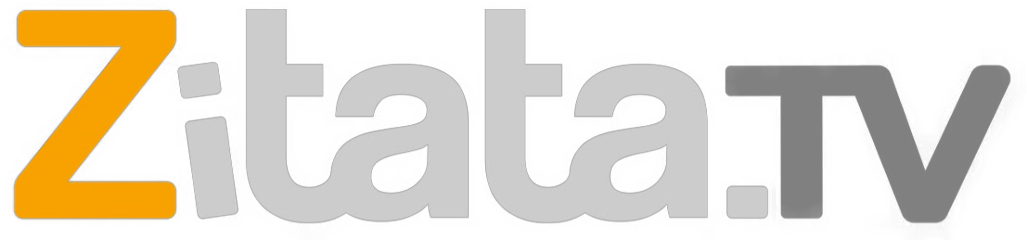
Zitata TV

## Présentation
Le 9 mai 2019, le Conseil supérieur de l'audiovisuel a lancé des appels aux candidatures pour l'édition de services de télévision privés à vocation locale dans plusieurs régions de France métropolitaine et d'Outre-mer. Parmi les candidatures retenues figure le projet de Zitata TV, en Martinique, proposé par Max Monrose, fondateur de l'entreprise Martinique Télévision que lui et sa famille détiennent à 100%. Il a derrière lui 40 ans de carrière dans le milieu de la production audiovisuelle martiniquaise avec des milliers d'heures de programmes diffusées aussi bien sur des chaînes locales, que des sur des chaînes nationales, voire internationales.
Le CSA a validé celui-ci et la chaîne est autorisée à diffuser ses programmes à partir du 1er avril 2020, en remplacement de Zouk TV qui devrait cesser d'émettre la veille, sur la TNT locale. 
Attendu le 3 avril 2020 sur les écrans martiniquais, le lancement de la chaîne a dû être reporté à cause du confinement lié à la pandémie de Covid-19. Quelques semaines plus tard, à l'issue de la période de déconfinement, les promoteurs espéraient enfin lancer la chaîne généraliste. Mais la crise sanitaire ayant fortement affecté l’économie, les achats d’espaces publicitaires escomptés n’étaient pas au rendez-vous, la publicité étant la principale ressource envisagée par la société privée Martinique Télévision, en dehors de ses fonds propres. Le lancement a donc été de nouveau reporté au mois de novembre 2020. Mais une fois encore, le fondateur de la chaîne Max Monrose prévient qu'il y aura un retard à l’allumage, faute de recette publicitaire toujours à cause de la crise sanitaire.
Finalement, Zouk TV cesse d'émettre sur le canal 11 de la TNT martiniquaise le 31 mars 2021, laissant ainsi la place à Zitata TV qui commencera à diffuser ses premières émissions dans les semaines qui suivent, soit le 8 mai 2021.
Selon les propos de son fondateur, Max Monrose, Zitata TV est « une chaîne locale généraliste ouverte sur le monde, dédiée à la production régionale et locale , pluraliste, ouverte à tous et à toutes les expressions de la société martiniquaise ». Des accords de partenariat sont par ailleurs en développement avec différentes chaînes de la Caraïbe,.

## Organisation

### Dirigeant
- Max Monrose, fondateur et directeur

### Capital
Le capital de Martinique Télévision  société à responsabilité limitée (SARL) et propriétaire de Zitata TV est de 10 000 euros.

### Siège
Les studios de Zitata TV se situent dans le même bâtiment où siège de Martinique Télévision, situé à l'adresse suivante : Carrière Ernoult, Bâtiment D1, dans le quartier de Batelière Sud, à Schoelcher.

## Programmes
La grille des programmes de Zitata TV est composée d'émissions d'information et de divertissement qui traiteront de différentes thématiques comme les sports, la culture, l'économie, la politique, la santé, l'environnement, le patrimoine, les traditions, l'histoire, la science, la musique, la jeunesse, la société, les religions, les relations inter-générationnelles, la parité, le bien-vivre ensemble ou encore l'humour. Max Monrose a déclaré que ces dernières seront abordées à travers "des débats, des directs, des magazines, des documentaires ou des fictions".

## Diffusion
Zitata TV est diffusée sur le canal 11 de la TNT depuis le 8 mai 2021. Elle est distribuée en Martinique et dans la caraïbe par SFR sur le canal 4, par Orange sur le canal 9, par Canal sat sur le canal 31 et Tv Caraïbes sur le canal 9.
Zitata TV est diffusée en France métropolitaine depuis le 8 avril 2025 par Free sur le canal 930.